# Anna Coleman Ladd

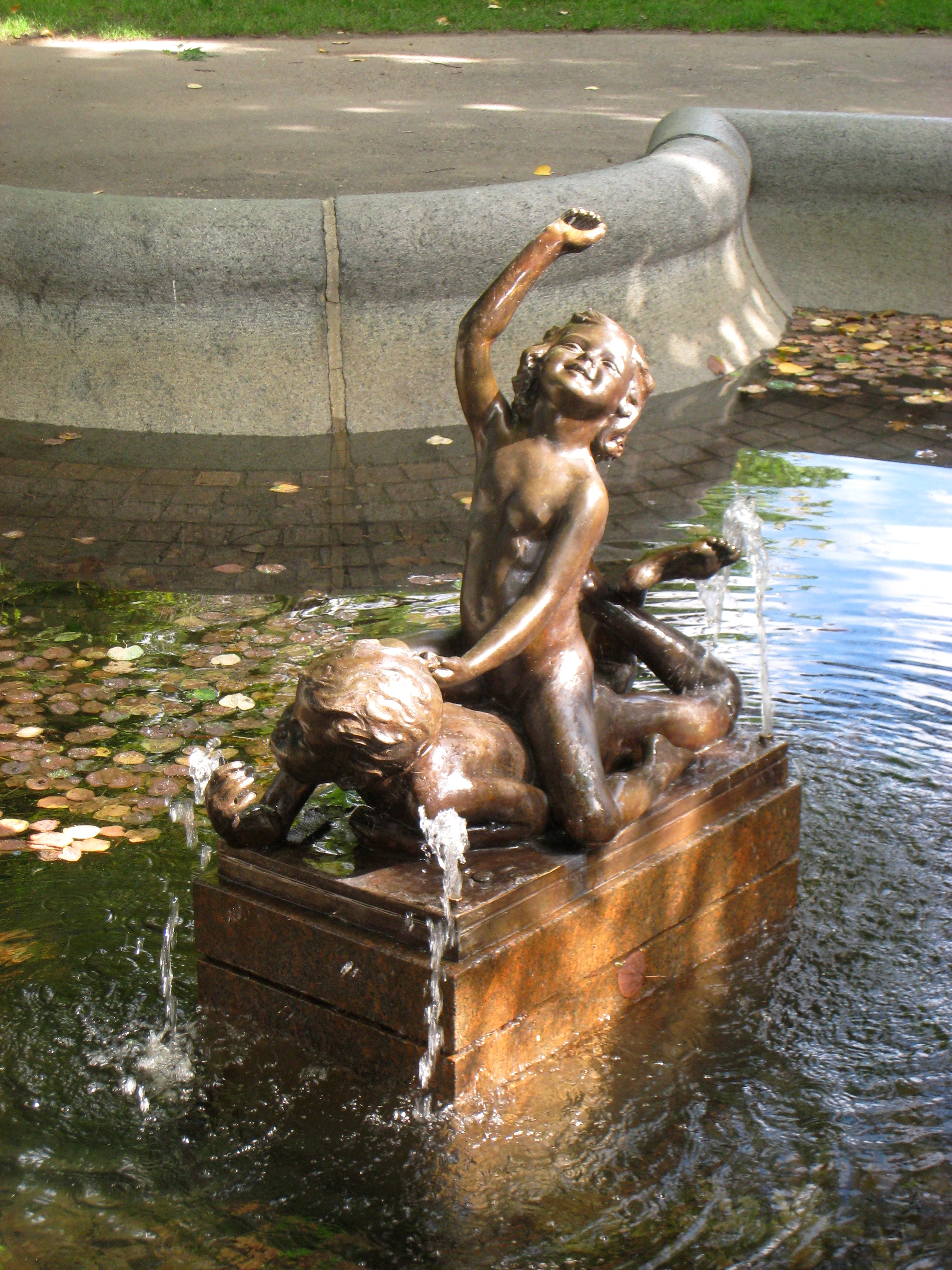
Triton Babies en el jardín público de Boston

Anna Coleman Watts Ladd (Filadelfia, 15 de julio de 1878 – Boston, 3 de junio de 1939), conocida como Anna Coleman Ladd, fue una artista y escultora estadounidense que dedicó su tiempo durante la Primera Guerra Mundial a reconstruir la apariencia de soldados desfigurados.

## Biografía
Anna Coleman Watts nació en Bryn Mawr y se educó en Europa, donde estudió escultura en París y Roma. Se mudó a Boston en 1905 cuando se casó con el doctor Maynard Ladd, y allí estudió con el escultor Bela Pratt durante tres años en la Escuela del Museo de Boston. Su obra Triton Babies se exhibió en la Exposición Universal de San Francisco de 1915. En 1914, se convirtió en fundadora del Guild of Boston Artists y expuso tanto en la muestra inaugural como en la exposición itinerante que siguió y donde más tarde realizó una exposición individual. Completó otros trabajos con personajes mitológicos y estas piezas siguen apareciendo y se venden en subastas en la actualidad.
Ladd se planteó retos en muchos frentes artísticos y escribió dos libros, Hieronymus Rides, basado en un romance medieval en el que trabajó durante años y The Candid Adventurer, un mensaje de la sociedad de Boston en 1913. También escribió al menos dos obras (que no llegaron a interpretarse), una de las cuales incorporaba la historia de una escultora que va a la guerra.
Se centró en el retrato y era bien valorada. Su obra de Eleanora Duse fue uno de los únicos tres que la actriz permitió. A fines de 1917, Ladd se mudó a Francia con su marido, el doctor Maynard Ladd, que fue nombrado para dirigir la Oficina de Niños de la Cruz Roja Americana en Toul. Fue en ese momento cuando descubrió el trabajo de Francis Derwent Wood en el Departamento de Máscaras para Desfiguración Facial en París. Después de conocer a Wood, Ladd fundó el "Studio for Portrait-Masks" (Estudio para máscaras de retrato) de la Cruz Roja Americana para proporcionar el uso de máscaras cosméticas por hombres que habían quedado gravemente desfigurados en la Primera Guerra Mundial. Sus servicios le valieron la Croix de Chevalier de la Legión de Honor y la Orden de San Sava serbia.
Después de la Primera Guerra Mundial, representó un cadáver en descomposición en una cerca de alambre de púas para un monumento de guerra encargado por la Legión Estadounidense de Manchester-by-the-Sea. En 1936, Ladd se retiró con su esposo a California, donde murió en 1939. La sobrevivió su hija, Gabriella May Ladd, la segunda esposa del bisabuelo paterno de la actriz Kyra Sedgwick. 
Su escultura Triton Babies aparece en el Boston Women's Heritage Trail.

## Trabajo protésico

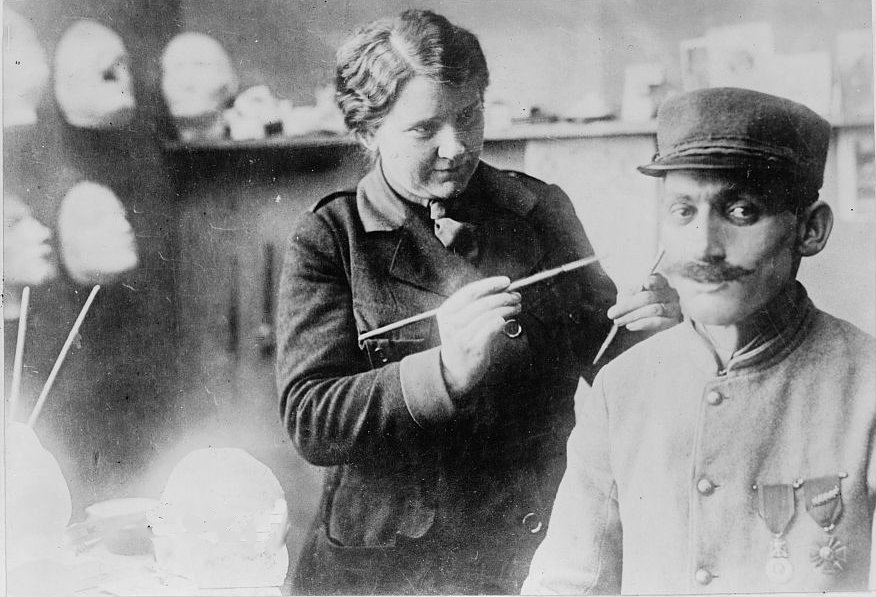
Ladd trabajando en una máscara con un soldado en su estudio.

Los soldados iban al estudio de Ladd para que les esculpieran la cara y el rostro en arcilla o plastilina. Esta forma se utilizaba para construir la pieza protésica de cobre galvanizado extremadamente fino. El metal era pintado con esmalte duro para asemejarse al tono de piel del portador. Ladd usaba cabello real para crear las pestañas, cejas y bigotes. La prótesis se fijaba a la cara con cuerdas o anteojos como las prótesis creadas en la "Tin Noses Shop" de Francis Derwent Wood.
En 1932, el Gobierno francés la homenajeó como Caballero (Chevalier) de la Legión de Honor, en reconocimiento al trabajo que había realizado.
El trabajo de Ladd se llama ahora anaplastología, que se define como el arte, la artesanía y la ciencia de restaurar la anatomía ausente o malformada a través de medios artificiales. En el artículo "Rivaling Nature" de la revista Smithsonian de febrero de 2007, Erin Donaldson, una anaplastóloga de Beverly, Massachusetts, fue entrevistada por Caroline Alexander para obtener una perspectiva actual sobre el propósito y los beneficios de las prótesis faciales para los pacientes en sectores civiles, así como para los soldados que regresaron de la Guerra de Irak.